# Йовица Ивановски
Йовица Ивановски (на македонска литературна норма: Јовица Ивановски) е поет от Северна Македония.

## Биография
Роден е в Скопие в 1961 година. Автор е на 5 стихосбирки. Ивановски е член на дружеството Независими писатели на Македония.

## Творчество
Поезия
- Зошто мене таков џигер (1995)
- Градот е полн со тебе (1997)
- Чуден некој сончев ден (1999)
- Три напред, три назад (2004)
- Двоен албум (2005).

Ивановски публикува поезията си в периодиката и в две антологии в Белгия и Австралия с поезия от Северна Македония.
Носител е на наградата „Братя Миладинови“ на Поетичните вечери в Струга.